# Dictionnaire universel des créatrices
Le Dictionnaire universel des créatrices est un dictionnaire biographique consacré aux femmes créatrices initié en 2010 et paru en 2013. Il présente des biographies de femmes ainsi que des articles consacrés à des mouvements en liens avec les femmes. Une édition numérique, mise à jour et augmentée, comprenant 12 000 notices, est publiée en 2015. Une version en ligne est également disponible depuis le 8 mars 2018,.

## Présentation
L'ouvrage, en trois volumes de près de 5 000 pages, contient des biographies d'environ 10 000 femmes « ayant marqué leur époque », ainsi que des articles consacrés à « des écoles et des mouvements où les femmes ont brillé ». Publié par les éditions des Femmes, sous le parrainage de l'Unesco, il souhaite mettre en lumière l'« apport à l'humanité » de ces créatrices originaires de toutes les époques et tous les continents, qui « individuellement ou ensemble, ont marqué leur temps et ouvert des voies nouvelles dans un des champs de l’activité humaine ».
Le livre est préfacé par Antoinette Fouque, psychanalyste et éditrice, cofondatrice du MLF, qui en a assuré la direction avec Béatrice Didier, éditrice et professeur de littérature, et Mireille Calle-Gruber, écrivaine et professeur de littérature.
L'ouvrage est le fruit du travail depuis 2006 de 1 600 contributeurs dans le monde entier dont des universitaires, des historiens et des philosophes. La créatrice Sonia Rykiel a dessiné les lettres de chaque entrée du dictionnaire. Huit grands domaines sont couverts : arts, arts du spectacle, géographie-exploration, histoire-politique-économie, littérature et livres, sciences et techniques, sciences humaines et sports. Des notices biographiques des auteurs sont incluses en fin du troisième volume.

## Contributeurs notables
- Claudine Brelet (directrice du secteur Médecines traditionnelles)
- Antoine Chalvin (directeur du secteur Littérature d'Estonie)
- Alain Chenu (directeur du secteur Sociologie)
- Marie-Françoise Christout (directrice du secteur Danse, chorégraphie)
- Isabelle Collet (directrice du secteur Informatique)
- Michel Corvin (ex-directeur du secteur Théâtre)
- Roger Dadoun (directeur du secteur Interdisciplinarités)
- Maria Delaperrière (directrice du secteur Littérature polonaise)
- Danielle Dumas (secteur Arts du spectacle)
- Jean Durry (directeur du secteur Sports)
- Lise Gauvin (directrice du secteur Littérature du Canada francophone et du Québec)
- Barbara Glowczewski (directrice du secteur Anthropologie)
- Pascal Jacob (directeur du secteur Cirque)
- Mathilde Lemoine (directrice du secteur Économie)
- Patrick Maurus (directeur du secteur Littérature de Corée)
- Cécile Méadel (directrice du secteur Médias, journalisme, publicité)
- Christel Mouchard (directrice du secteur Aventurières, exploratrices)
- Jacques Pessis (directeur du secteur Chanson française)
- Catherine Poujol (directrice du secteur Littérature d'Eurasie)
- Denise Pumain (directrice du secteur Géographie)
- Jean Schneider (directeur du secteur Astrophysique)
- Anahide Ter Minassian (directrice du secteur Littérature d'Arménie)
- Françoise Thébaud (directrice du secteur Histoire)
- Marie Vrinat-Nikolov (directrice du secteur Littérature de Bulgarie)
- Carmen Boustani (directrice du secteur Littérature, Moyen-Orient)